# 武蔵忍士団
武蔵忍士団は、2006年に設立された。その後2019年にNPO法人となる。
和文化の振興と公益寄与を目的としている。

## 理念
「共鳴水鏡」その「和」を持って平和に寄与する。
忍びの術は情報収集や平和のための働きに用いられる。
その理念を以て術を昇華し道とすることを目指す。

### 1853-
柴田貞太郎剛中（しばたさだたろうたけなか）1823–1877

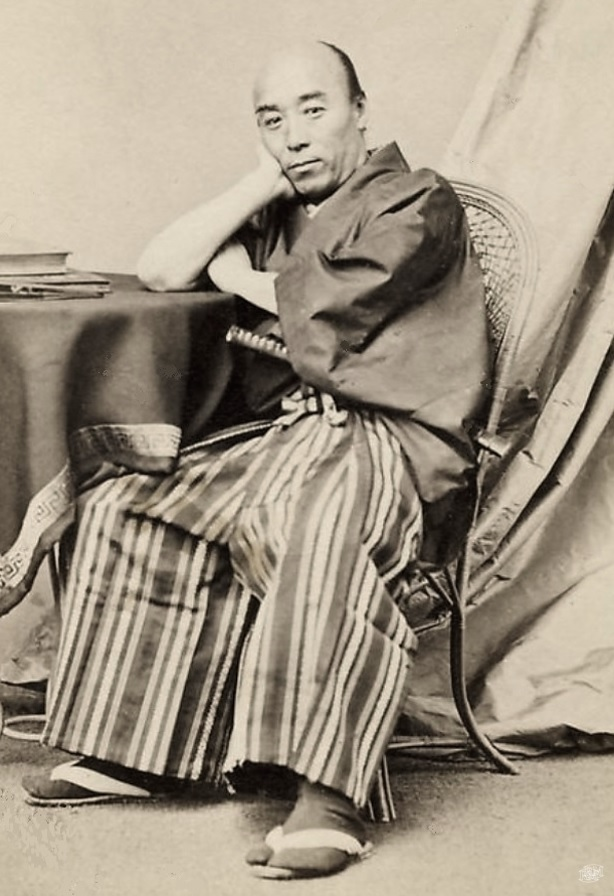
Shibata Sadataro Takenaka in Paris, 1862

文久の遣欧使節の組頭として開港延期の交渉、各国での視察や情報収集の要として役割を果たした。また、慶応の遣欧使節としてフランスに駐在。英仏の政府などとの交渉や、その他の情報収集を行った。国内で外国人の関する全ての出来事に柴田が関わったと言われている。
1833年、小普請となる。1841年、学問所で2度表彰され、1842年、目付となる。
1843年、武術と「学門吟味」で幕府から褒美を受ける。
1858年、外国奉行組頭となり横浜港の開港交渉など欧米各国と交渉に従事。

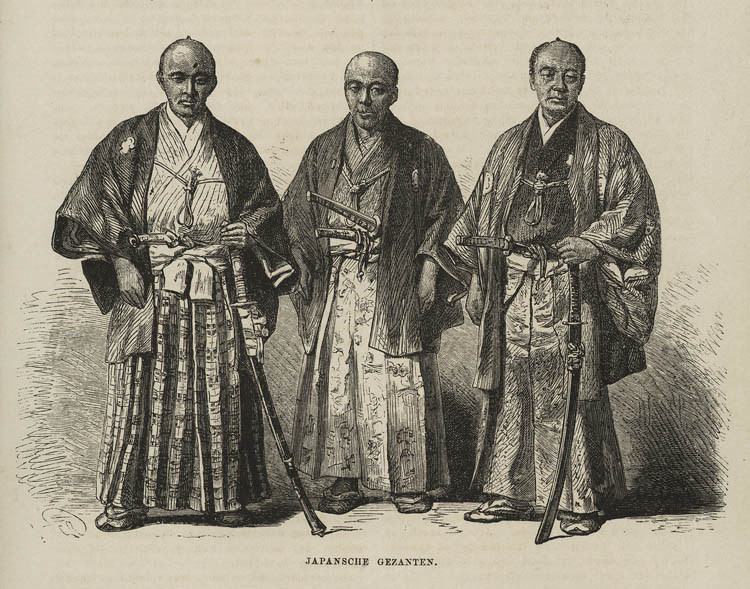
Shibata Sadataro Takenaka (center), Matsudaira (left), Takeuchi (right)

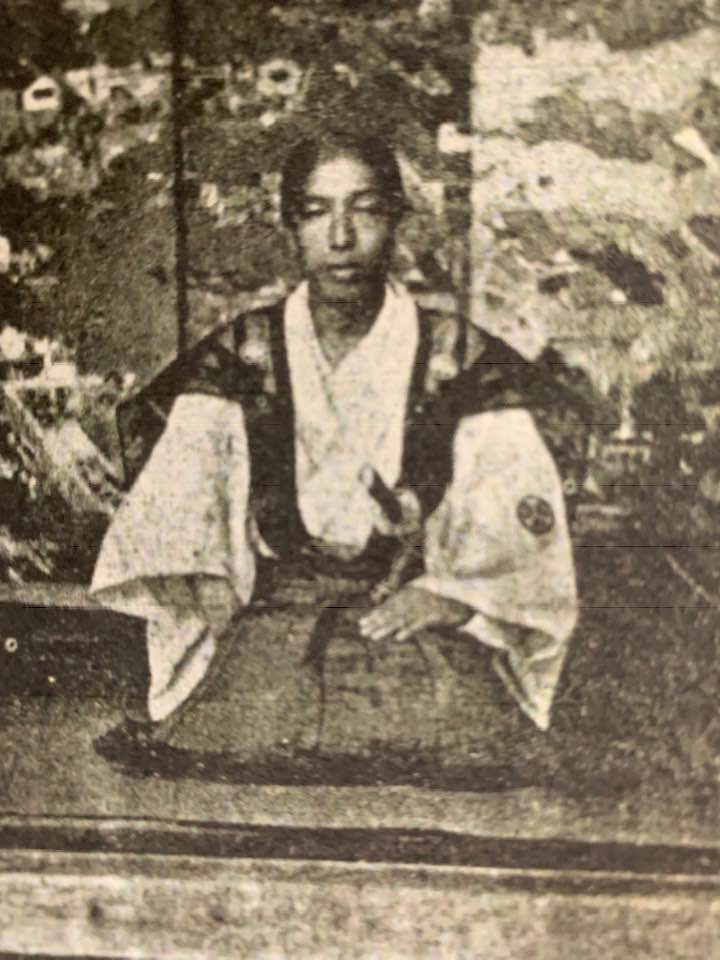
Nagamochi Kohjiro, diplomat in Bakumatsu era, younger brother of Shibata Sadataro Takenaka in Nagasaki

1862年、遣欧使節の組頭として各国との交渉に直接参加した。また、ヨーロッパでの情報収集の要とされ、当時の西欧の新聞記者達は柴田を「影」と呼んでいる。
1863年、 外国奉行となる。
1864年1月、 将軍上洛にともない柴田は留守居役となる。
1864年4月、 函館に出張、日本の港の鎖に関してロシア総領事のゴスケビッチと鎖港などの交渉にあたる。柴田の日載で徳川幕府が条約締結国に対して、協調外交を行おうとしていたことが窺える。
1865年、慶応の遣欧使節の長としてパリに1年間駐在。柴田は、英仏政府に幕府への軍事顧問を送るよう要請。英国は辞退したが、フランスが了承。これにより、柴田はフランス軍事使節団の招聘を行った。また、この間、柴田は情報収集を行いながら、ロスチャイルド家やヨーロッパ企業と交渉している。部下に国際法を学ばせた。
帰国後、兵庫港（現神戸港）の開港業務を担当し、埠頭、外国人居留地、徳川道を建設。
1868年、外国の代表団を前にして、兵庫港開港を宣言。
永持享次郎穀明（ながもちこうじろうよしあき）1826–1864 

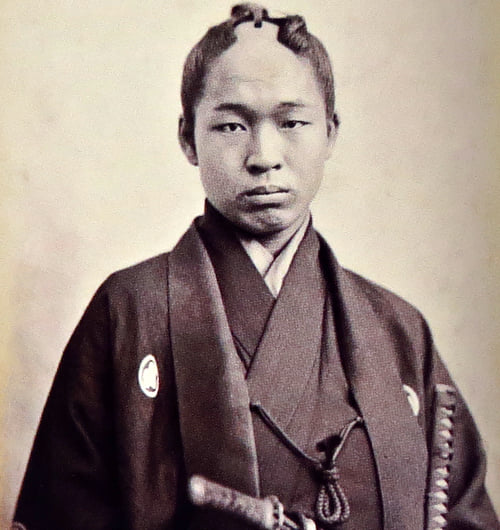
Nagamochi Gorōji, a samurai and member of the 1862 Takenouchi mission to Europe

1844年、「学門吟味」に合格。永持の専門分野は言語と海軍防衛。 
1849年2月16日、目付となる。
1853年、ロシア船「ディアナ」下田港入津のため伊豆相模を偵察。 
1854年、オランダから寄贈された「観光丸」の船長候補の一人として勝海舟らと長崎に転勤。 
1855年、長崎奉行所の吟味役となる。奉行所内に英語学校を設立。
1855年10月、ロシアの提督プチャーチンを訪問し、追加の交渉を行い日露通商条約の条項を締結に携わる。  長崎製鉄所の建設が始まり庶務会計を主宰 。
1857年、長崎奉行支配吟味役となる。長崎出島を訪問し、オランダ商館長クルチウスから広東戦争の詳細を聞き、長崎奉行に報告。
1860年4月、ロシア艦が対馬国尾崎浦に入ったため偵察。
1860年5月長崎奉行支配組頭として、対馬占領を目ろむロシアのポサドニック艦長ビリレフと交渉し退去させる。
1863年、御徒頭過人兼外国御用出役頭取締となる。 
1864年、別手組200人及び附属役等合計212人を率いて上洛、禁裏警守。

### 1868年以降
永持 五郎次 明徳（ながもちごろうじあきのり）1845-1903
若くしてオランダ語を学ぶ。五稜郭で戦ったフランス人ジュール・ブリュネ大尉(映画『ラスト・サムライ』のモデル）の義父。
1862年、叔父の柴田貞太郎剛中に随行し文久遣欧使節団の一員として渡欧。帰国後、フランス語教師を経て日本陸軍中佐となる。
1891年、現在の東京農業大学の前身である徳川育英会育英学学校の初代学長に就任。

柴田 専一 龍之丞（しばたせんいちたつのじょう）1888-1956

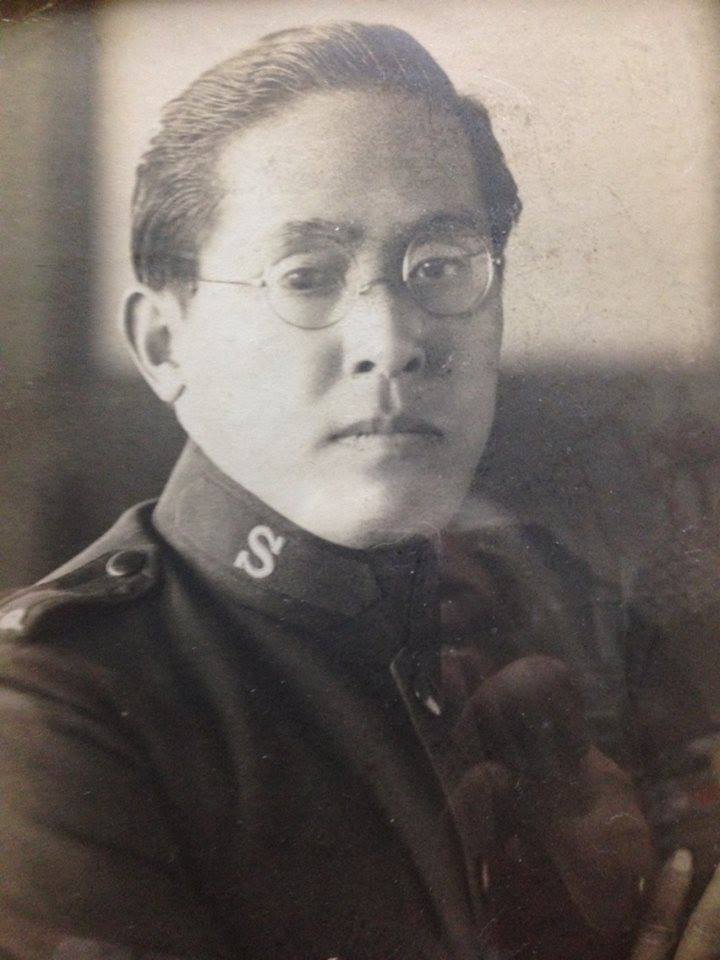
Shibata Sen'ichi Tatsunojo Salvationist

1917年、柴田専一龍之丞、キリスト教に改宗し救世軍の士官となる。その死後50年間は世間に対して門戸を閉じることを命じた。
柴田 仁一 鉄聞斎 1928–2016
1951年、柴田仁一鉄聞斎、その江戸捕物工房で一族に伝承されている武芸、工芸、鉱山業での技術、その他の忍び術を指導。
柴田 清美 朱雀
2006年、柴田専一の50回忌後、東京都、北区田端に時代アカデミーを設立。
2014年、武蔵一族合同会社設立。

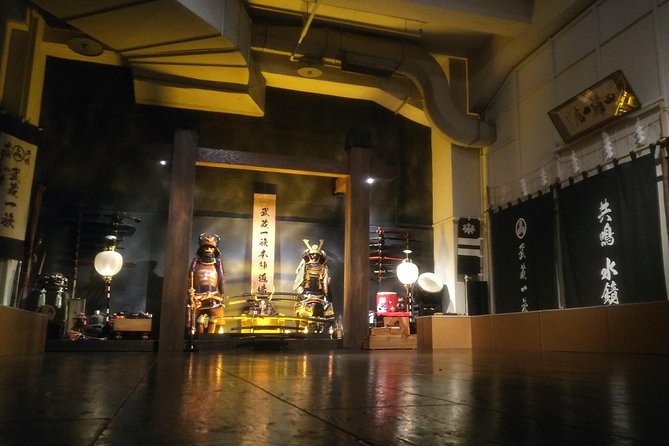
Musashi Ninja Clan Honjin Dojo is located in front of Tokyo Tower in Shibakoen, Minato, Tokyo

2017年、港区芝公園にの機会振興会館に移転。一族の頭目（米田和近）とともに忍士団結成。
2019年、根本理念を「忍士道」と命名。概要を国際忍者学会で発表。
NPO法人 武蔵忍士団
2019年、NPO法人 武蔵忍士団を創立。理事長(相澤和広)、副理事長(柴田清美), 理事(進藤まゆみ他7名） 情報収集・分析・提言を行うシンクタンク部門と伝統文化の普及・伝承を行うドゥ―タンク部門を持つ。
NPOのビジョンは、すべての人が繁栄する持続可能で平和な世界の実現。現在の事業は、文化の伝承と忍士養成。国際文化交流の分野で貢献すること。
2019年、多国籍忍士団研究センター創立 総管領 (最高責任者 Kent Hayek) 管領 (スペイン語圏責任者 Ulises Villa Huesca)。
同研究センターは、歴史上の忍士の使命は情報収集ととらえ、世界の情報を提供することで忍士シンクタンクの強化を目的としている。
また、現在および将来の有効なフレームワークとして   「忍士道」  を提唱。

NPO法人 欧州忍士団
2021年、NPO法人欧州忍士団設立。 理事長 (Sven Kristjan Kreisberg) 
2023年、5月　台東区松が谷に本陣道場を移転

## 忍士団の発展

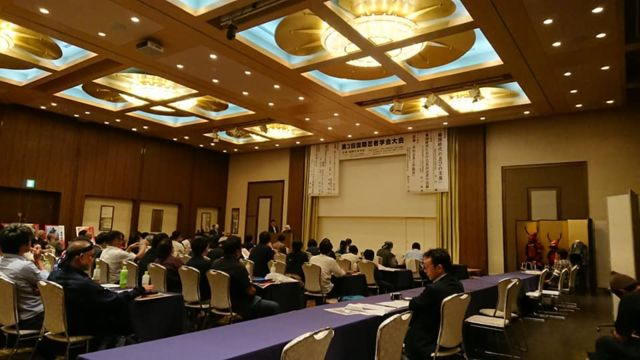
Academic presentation at International Ninja Research Association 2019

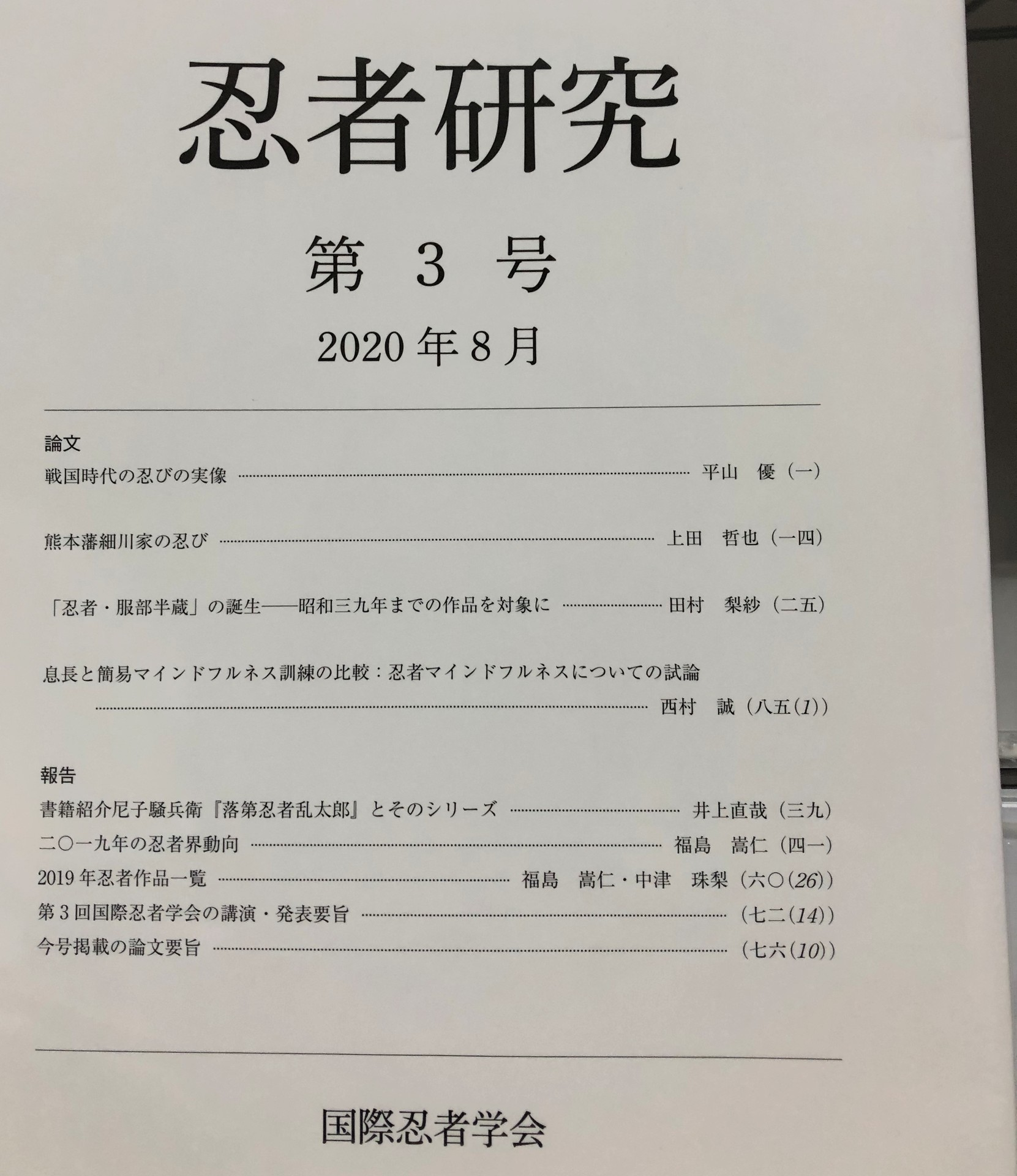
Ninja Research Report #3

2019年、「忍士道　忍士団の新パラダイム」と題して第3回国際忍者学会大会で発表を行う。(相澤和広、柴田清美)
2019年、武蔵忍士団フェイスブック内グループ創立 (The NPO Musashi Order of Shinobi Samurai)
万川集海は、「忍の倫理は「正心」であり、忍は雇い主に忠実で、忍術を自らの利益のために用いるべきではない。」としている。しかし、幕府に仕える忍士は「正心」は恣意的な行いを正当化するための釈明ともなりうるとし、より高い倫理規範を求めた。幕府による1792年の「学問吟味」導入に伴い、忍士も幼少から四書五経を学んだため、朱子学、五徳、五行、三才（天地人)思想を取り入れた忍士哲学が新たに形成されていった。新渡戸稲造による武士道の発表以前に忍士道の基礎が形づくられていたと言える。
1989年、根本理念は心を水鏡のように保ち、他と共鳴することで「共鳴水鏡」と呼称され、最高の術は平和のための「共鳴の術」または「観自在の術」とされた。忍びの修行の究極の目的は   「空（くう）」  または「無我」に達することである。
忍士団は、忍士の理念が時代の変化に適応し、進化して忍の伝統が今日まで綿々と伝承されてきたとしている。忍士道は、忍士団の実践的な教育システムに組み込まれ、団員に対して「五輪忍法」および「共鳴」思想を提示する。そして団員はそれらを地域社会に奉仕するための基本理念とし、同時に修行を通じて心身の統合を効率的に学び、不動心に至り、空の境地に至ることを目指す。
忍士教育は、ポジティブなパラダイムを忍士界に発展させるのに役立つだけでなく、忍びの人格形成に役立つ。
忍びの知恵は時代を超え、現代でも活用することができると提言する。

## 主な活動
2007-2017 田端に武道道場「時代アカデミー」を構える
2017-現在、芝公園での武道道場「忍士本陣道場」の運営
忍士団はシンク・及びドゥ―タンクとして運営されている。世界平和のために働いたの祖先の志を継承し、文化、国際交流、観光などを促進することを目的としたセミナー、ワークショップ、イベント、および情報収集に関連するサービスなどを一般に提供している。
2019年、忍士養成で使用されている記憶トレーニングを特集した通訳者用の教科書を刊行。
2023年5月　浅草道場開設（台東区松が谷1-13-3）

## 参考
1. ↑  文久の遣欧使節外務省展示
2. ↑  Nagoya University Library
3. ↑  Le Monde Illustre,19 April,1862,France
4. ↑  『柴田貞太郎外国奉行並命せらる通知』〈コレクション3：幕府及明治政府側よりイギリス公使館宛公文書綴〉文久3年正月19日 エラー: 日付が正しく記入されていません。（説明）。「原本資料所蔵者 : 東京大学法学部研究室図書室法制史資料室」
5. 1 2  柴田剛中の箱館での交渉 函館日ロ交流史研究会
6. ↑  柴田剛中『日載』五(『柴田剛中文書』九三　神戸市文書館所蔵)
7. ↑  成島司直 等編『続徳川実紀 第5篇』経済雑誌社、1907年。doi:10.11501/1917904。NDLJP:1917904。
8. ↑   Japon Moderne et France, National Diet Library
9. ↑  Ministry of Foreign Affairs, Gaiko Shiryo Kan
10. ↑  Kobe City Archives
11. ↑  "永持昭九　永持家家系図　1995年，私家版"
12. ↑  石井耕 2013.
13. ↑  Диана (фрегат, 1852)
14. ↑  Nagasaki University Library
15. ↑  長崎海軍伝習所 伝習生名簿 (PDF)
16. ↑  観光丸 (PDF)
17. ↑  杉本つとむ「幕末の洋学事情-近代の発信地、長崎と蘭医と近代教育-」『早稲田大学図書館紀要』第41巻、早稲田大学図書館、1995年3月、1-31頁、CRID 1050282677447346944、hdl:2065/00055503、ISSN 0289-2502。}
18. ↑  Путятин、ЕвфимийВасильевич
19. ↑  150th Anniversary of the Establishment of Diplomatic Relations between Japan and Russia
20. ↑  西田みどり「安政年間の長崎における佐野常民、勝海舟、永持亨次郎の西洋に対する見方の比較研究」『大正大学大学院研究論集』第29号、大正大学、2005年3月、191-205頁、ISSN 03857816、NAID 40017425355。
21. ↑  楠本寿一『長崎製鉄所 : 日本近代工業の創始』中央公論社〈中公新書〉、1992年。ISBN 4121010779。 NCID BN07636982。全国書誌番号:92056333。
22. ↑  Dutch-Japanese relations
23. ↑  Посадник (корвет)
24. ↑  Nikolai Birilev
25. ↑  ポサドニック号事件
26. ↑  Bakumatsu.ru
27. ↑  京都史蹟紹介、妙泉寺
28. ↑  永持少佐任陸軍砲兵兵中佐（防衛省防衛研究所) C07080573800
29. ↑  沼津兵学校教授
30. ↑  武蔵一族合同会社
31. ↑  商標登録6247265
32. ↑  法人・団体情報詳細
33. ↑  Order of Shinobi Samurai, Transnational Research Center
34. ↑   Ninja Journal #3 Aug Issue 2020
35. ↑  Ninshidan Europe MTÜ
36. ↑  "忍者研究 第3号 2020年8月31日 印刷・発行" 国際忍者学会
37. ↑  時代アカデミー
38. ↑  MUSASHI NINJA CLAN
39. ↑  MUSASHI NINJA CLAN Shinobi Samurai Honjin Dojo
40. ↑  柴田バネッサ清美, 日高恭子『「マスターコース」ウィスパリング同時通訳 : メモリー&スプリット・アテンション演習』南雲堂、2019年。ISBN 9784523265887。 NCID BB2935544X。